# Марокко на зимових Олімпійських іграх 1992
Марокко на зимових Олімпійських іграх 1992 було представлене 12 спортсменом в 2 видах спорту.

## Гірськолижний спорт
| Спортсмен           | Вид                | 1 гонка | 2 гонка    | Разом   | Місце |
| ------------------- | ------------------ | ------- | ---------- | ------- | ----- |
| Брахім Аіт Сібрахім | Слалом             | 1.15,13 | 1.14,87    | 2.30,00 | 52    |
| Брахім Аіт Сібрахім | Гігантський слалом | 1.27,41 | 1.26,81    | 2.54,22 | 78    |
| Брахім Аіт Сібрахім | Супергігант        |         |            | 1.38,60 | 89    |
| Ель-Хасан Махта     | Слалом             | 1.29,74 | 1.27,72    | 2.57,46 | 60    |
| Ель-Хасан Махта     | Гігантський слалом | диск.   | не пройшов | -       | -     |
| Ель-Хасан Махта     | Супергігант        |         |            | 1.41,06 | 91    |
| Брахім Ііздаг       | Слалом             | н/ф     | не пройшов | -       | -     |
| Брахім Ііздаг       | Супергігант        |         |            | 2.08,31 | 93    |
| Хішам Діддуі        | Слалом             | 1.25,01 | н/ф        | -       | -     |
| Мустафа Найтлу      | Гігантській слалом | 1.38,11 | 1.39,21    | 2.17,32 | 84    |
| Нуреддін Бушаал     | Гігантський слалом | 1.38,40 | 1.43,90    | 3.22,30 | 86    |
| Брахім ід Абделлах  | Супергігант        |         |            | 1.49,62 | 92    |

| Спортсмен    | Вид                | 1 гонка | 2 гонка    | Разом   | Місце |
| ------------ | ------------------ | ------- | ---------- | ------- | ----- |
| Наваль Слауі | Слалом             | 1.08,85 | 1.08,22    | 2.17,07 | 41    |
| Наваль Слауі | Гігантський слалом | н/ф     | не пройшла | -       | -     |
| Наваль Слауі | Супергігант        |         |            | диск.   | -     |
| Галія Себті  | Слалом             | н/ф     | не пройшла | -       | -     |
| Галія Себті  | Гігантський слалом | 1.31,53 | 1.36,13    | 3.07,66 | 43    |

## Лижні перегони
| Спортсмен      | Вид   | Час        | Місце |
| -------------- | ----- | ---------- | ----- |
| Мустафа Туркі  | 10 км | 46.15,1    | 107   |
| Мустафа Туркі  | 15 км | +43.31,2   | 96    |
| Мохамед Убахім | 10 км | 47.32,6    | 108   |
| Мохамед Убахім | 15 км | +57.30,3   | 97    |
| Файсал Черраді | 10 км | 1:11.07,4  | 110   |
| Файсал Черраді | 15 км | +1:49.35,9 | 99    |